# Jonathan Straker
Jonathan Straker (ur. 16 października 1979 w Bridgetown) – barbadoski piłkarz występujący na pozycji obrońcy.
W barwach Sligo Rovers rozegrał 12 spotkań w Ireland First Division.
Wraz z zespołem Paradise SC zdobył dwukrotnie mistrzostwo Barbadosu (2001, 2003). Osiągnięcie to powtórzył w 2007 jako zawodnik BDSFP.
W latach 1998–2011 występował w reprezentacji Barbadosu.